# Pilosella floribunda
Pilosella floribunda là một loài thực vật có hoa trong họ Cúc. Loài này được (Wimm.T.Grab.) Arv.-Touv. miêu tả khoa học đầu tiên năm 1880.